# Beniamino Vignola
Beniamino Vignola (Verona, Provincia de Verona, Italia, 12 de junio de 1959) es un exfutbolista italiano. Se desempeñaba en la posición de centrocampista.

## Selección nacional
Fue internacional con la selección de fútbol sub-21 de Italia en 5 ocasiones y marcó 2 goles.

### Participaciones en Eurocopas
| Eurocopa                | Sede          | Resultado |
| ----------------------- | ------------- | --------- |
| Eurocopa Sub-21 de 1984 | Sin sede fija | Semifinal |

## Clubes
| Club           | País   | Año         |
| -------------- | ------ | ----------- |
| Hellas Verona  | Italia | 1978 - 1980 |
| U. S. Avellino | Italia | 1980 - 1983 |
| Juventus F. C. | Italia | 1983 - 1985 |
| Hellas Verona  | Italia | 1985 - 1986 |
| Juventus F. C. | Italia | 1986 - 1988 |
| Empoli F. C.   | Italia | 1988 - 1990 |
| Mantova F. C.  | Italia | 1991 - 1992 |

## Palmarés

### Campeonatos nacionales
| Título  | Club           | País   | Año     |
| ------- | -------------- | ------ | ------- |
| Serie A | Juventus F. C. | Italia | 1983-84 |

### Copas internacionales
| Título                       | Club           | País    | Año     |
| ---------------------------- | -------------- | ------- | ------- |
| Recopa de Europa             | Juventus F. C. | Basilea | 1983-84 |
| Supercopa de Europa          | Juventus F. C. | Turín   | 1984    |
| Liga de Campeones de la UEFA | Juventus F. C. | Heysel  | 1985    |